# Генеральний секретар ЦК КПРС
Генера́льний секрета́р ЦК КПРС (у неофіційному вживанні та повсякденній мові часто скорочено до генсек) — найзначніша і єдина неколегіальна посада в Центральному Комітеті Комуністичної партії Радянського Союзу.

## Історія посади
Посаду введено 3 квітня 1922 року за рішенням Пленуму ЦК РКП(б), обраного XI з'їздом РКП(б). Першим Генеральним секретарем був обраний Йосип Віссаріонович Сталін.
Спочатку посада Генерального секретаря ЦК мала радше технічний характер, але до кінця 1920-х років Сталін зосередив у своїх руках таку значну особисту владу, що посада стала асоціюватися з найвищою посадою у партійному керівництві, хоча Статут ВКП(б) на той час не передбачав її існування.
Після XVII з'їзду ВКП(б), що відбувся 1934 року, ЦК ВКП(б) обрав Секретаріат ЦК ВКП(б) у складі Андрія Олександровича Жданова, Лазаря Мойсейовича Кагановича, Сергія Мироновича Кірова і Йосипа Сталіна. Формальне затвердження на посаді «Генерального секретаря» не провадилося, і Сталін припинив використовувати це словосполучення в офіційних документах, підписуючи документи «секретар ЦК».
Подальше оновлення Секретаріату ЦК ВКП(б) у 1939 і 1946 роках також провадилося з обранням номінально рівноправних секретарів ЦК. 1952 року на XIX з'їзді КПРС Сталін запропонував свою відставку з поста «секретаря», яка прийнята не була, і його знов обрали одним із секретарів на Пленумі 16 жовтня 1952 р.
Статут КПРС, ухвалений XIX з'їздом КПРС, не містив жодної згадки про посаду «Генерального секретаря».
У вересні 1953 року Пленум ЦК КПРС заснував пост Першого секретаря ЦК партії, на який був обраний Микита Сергійович Хрущов.
На XXIII з'їзді КПРС, що відбувся 1966 року, за часів Л. І. Брежнєва, були ухвалені зміни до Статуту КПРС і посада «Генерального секретаря» стала офіційною. Одночасно назва «Політбюро ЦК КПРС» замінила назву «Президія ЦК КПРС», що існувала з 1952 р.
- Після смерті Леоніда Ілліча Брежнєва Генеральним секретарем ЦК КПРС був обраний Юрій Володимирович Андропов.
- Після смерті Андропова Генеральним секретарем ЦК КПРС був обраний Костянтин Устинович Черненко.
- Після смерті Черненка Генеральним секретарем ЦК КПРС був обраний Михайло Сергійович Горбачов, який став останнім Генеральним секретарем ЦК КПРС.

Пост Генерального секретаря ЦК КПРС існував до 1991 року і практично припинив своє існування із заявою Горбачова про складення повноважень Генерального секретаря ЦК КПРС 24 серпня 1991 р.

## Заступник Генерального секретаря
У 1990—1991 існувала посада Заступника Генерального секретаря ЦК КПРС. Єдиною людиною, що займала цей пост, був Володимир Антонович Івашко, який теоретично заміщав Генерального секретаря. В ході серпневого путчу 1991 р. Заступник Генерального секретаря ЦК КПРС був фактично позбавлений можливості виконувати обов'язки Горбачова, що перебував під домашнім арештом, не проявивши себе жодними діями.